# Apostates (bướm đêm)
Apostates là một chi bướm đêm thuộc họ Geometridae.

## Các loài
- Apostates albiclathrata
- Apostates solitaria (Christoph, 1887)